# 優しさ
「優しさ」（やさしさ）とは、2001年6月 - 7月にNHK『みんなのうた』で放送された曲。作詞・作曲：山崎ゆかり、歌：空気公団。

## 概要
- 番組で使用されたアニメ映像は、南家こうじが製作を手掛けた。